# Juana Macías Alba
Juana Macías Alba (Madrid, 1971) és una directora de cinema i guionista espanyola. En 1999 va obtenir el Goya al millor curtmetratge de ficció per la seva obra Siete cafés por semana i en 2010 va ser nominada al Goya al millor director novell per la seva pel·lícula Planes para mañana.

## Biografia
Juana Macías va néixer en Madrid en 1971. En 1994 es va llicenciar en Comunicació Audiovisual per la Universitat Complutense de Madrid. Va realitzar també un cicle de Tècnic Superior en Realització (IORTV).
En 1999 va dirigir Siete cafés por semana, el seu primer curtmetratge. El seguiren La Yaya i Diminutos del calvario en 2001. En total ha dirigit 5 curtmetratges.
El seu primer llargmetratge va ser Planes para mañana, de 2010. En 2016 va portar a la pantalla la pel·lícula Embarazados, protagonitzada per Paco León i Alexandra Jiménez.
Ha combinat la seva labor professional amb la docència, impartint les assignatures de "Realització cinematogràfica", "Direcció d'actors" i "Guió de cinema" en la Universitat Francesc de Vitòria de Madrid, entre d'altres.

## Filmografia

### Com a directora
- Siete cafés por semana (1999). Goya al millor curtmetratge de ficció.
- La Yaya (2001)
- Diminutos del calvario (2001) (segment "La hora mágica")
- Otra vida (2005)
- Almas congeladas (2006)
- Gran Vía am/pm (2010) (TV)
- Planes para mañana (2010). Nominada al Goya al millor director novell.
- Embarazados (2016).
- Bajo el mismo techo (2019).

### Com a guionista
- La Yaya (2001)
- Otra vida (2005)
- Almas congeladas (2006)
- Gran Vía am/pm (2010) (televisió)
- Planes para mañana (2010)

## Premis i candidatures
Premis Goya
| Any  | Categoria                     | Pel·lícula             | Resultat  |
| ---- | ----------------------------- | ---------------------- | --------- |
| 1999 | Millor curtmetratge de ficció | Siete cafés per semana | Guanyador |
| 2010 | Més ben director novell       | Planes para mañana     | Candidat  |